# Medinilla robusticaulis
Medinilla robusticaulis är en tvåhjärtbladig växtart som beskrevs av Reinier Cornelis Bakhuizen van den Brink. Medinilla robusticaulis ingår i släktet Medinilla och familjen Melastomataceae. Inga underarter finns listade i Catalogue of Life.